# 邦喬飛
邦·喬飛（Bon Jovi）是一个美国新泽西州塞尔维尔的硬式摇滚乐團，由主唱瓊·邦·喬飛建立，乐團在1980年代获得了巨大的成功。 
邦喬飛由主唱瓊·邦·喬飛在1983年創立，吉他手瑞奇·山伯拉，键盘手大卫·布莱恩，贝斯手艾力克·约翰·萨奇，和鼓手蒂科·托雷斯（Tico Torres）。艾力克於1994年离开，而擔任吉他手近三十年的瑞奇於2013年離團。在1984年和1985年發行了两张比较成功的专辑之后，乐團的《難以捉摸》(1986)和《新澤西》(1988)获得了巨大的成功，仅仅在美国就卖出了一千九百萬张，八首歌进入十大金曲排行榜（包括四首排名第一的单曲），使乐團成为全球著名的摇滚巨星。在不停的巡迴演唱之后，乐團在1990年的新澤西巡演出现了分歧，在这段时间里琼·邦乔飞和瑞奇都成功的发行了个人专辑。1992年，乐團带着雙白金唱片《保持信念》回归，从此之后在九Ｏ年代和二ＯＯＯ年代连续发行了一系列白金唱片。
2006年，乐團藉由《誰說你不能回家》和来自甜園合唱團的珍妮弗·内特尔斯获得了格莱美奖最佳乡村乐曲。而且用同一首歌成为了第一支得到热门乡村音乐排行榜冠军单曲的摇滚乐團。乐團的专辑《迷戀》，《狠棒》，和《飛行公路》还获得多个格莱美奖的提名。
在乐團的历史上，總共发行十三张录音室专辑，其中九张在美国成为白金唱片。而且乐團有十九首单曲进入了公告牌百强单曲榜前40名，以下五首是冠军单曲：《你敗壞了愛的名聲》、《祈禱為生》、《劣藥》、《我將與你同在》以及瓊·邦·喬飛的个人作品《榮耀之光》。乐團的《難以捉摸》保持硬式摇滚专辑在告示牌二百强专辑榜第一名最多週的记录，《新澤西》以五首单曲保持硬式摇滚专辑进入十大金曲单曲最多的专辑的记录。

## 历史

### 乐队组成(1982-1983)
|           |             |             |
| 瓊·邦喬飛 | 蒂科·托雷斯 | 大衛·布萊恩 |

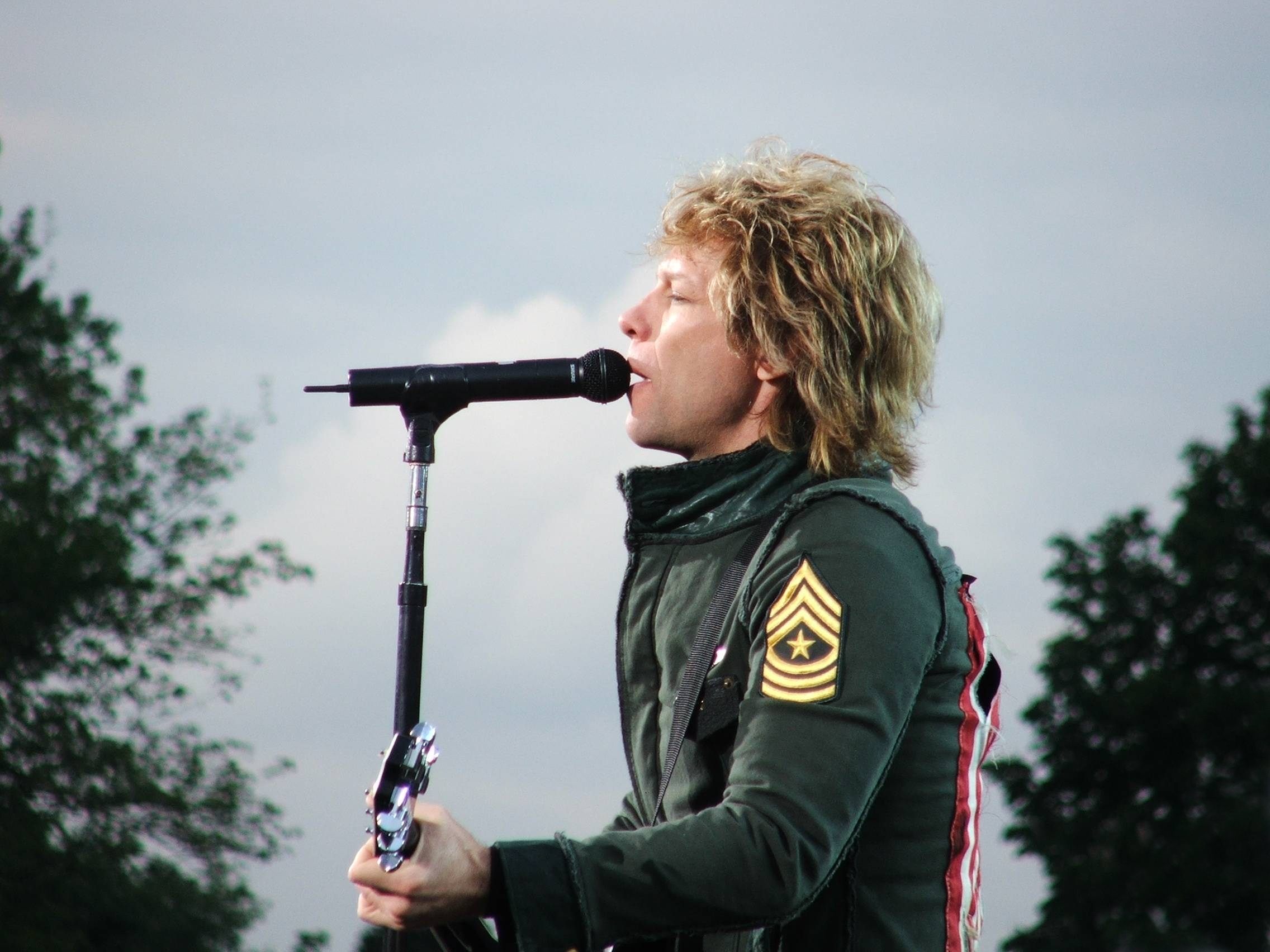
邦祖飛在演唱会上，荷蘭奈梅亨

乐队的创立人琼·邦乔飞在十三岁时於他一个叫做“拆毀”（Raze）的小乐队开始演奏钢琴和吉他。他被一所天主教男子学校录取，这学校就是位于紐澤西州的梅塔欽自治镇的圣约瑟夫高中，但他却留下来考上一所名为塞爾維爾戰爭紀念中學的公立中学。 在十六岁时，瓊遇见大衛‧布萊恩并组建一个名字来自于新泽西高速公路名叫亚特兰蒂斯城高速公路的翻唱乐队。他们在新泽西俱乐部演奏，尽管他们还未成年。於他们十多岁時，瓊却用『約翰·邦喬飛』（John Bongiovi）和『壞東西』（Wild Ones）的名字，在和“快车道”一样的本地俱乐部或者是当地出名的活动开幕式上演奏。
1982年中期，离开学校而业余时间在女鞋商店工作的瓊在能量電台－－他的表弟托尼·邦乔飞在曼哈顿与别人合伙经营的一间录音工作室－－得到了一份工作，他制作了一些樣本唱片（包括由比利·斯奎爾制作的一首歌）并寄给许多唱片公司，但是最終都石沉大海。
1983年瓊去拜访了紐約成功湖村的一家无线电台WAPP 103.5FM『苹果电台』。他直接找到销售主任约翰·拉斯曼，正是他把《逃家者》包括到了电台制作的本地明星专辑候选作品里面。拉斯曼和另外一个销售经理戴夫·汉密尔顿以及音乐导演、午后DJ啟普·霍巴特听了瓊的歌就喜欢上了他，决定把这歌收录到专辑里面。瓊开始并不情愿，但最后还是把他和录音棚音乐家一起制作的《逃家者》给了他们（原创于1980年）。帮助瓊录制《逃家者》的音乐家就是出名的『全星評論』（The All Star Review）。他们是：吉他手戴夫·萨博、蒂姆·皮爾斯，键盘手羅伊·比坦，鼓手弗蘭基·拉羅卡，以及贝斯手休·麦克唐纳。
这首歌开始在纽约地区的广播中播放，然后行业中的几个主要电台也开始放这首歌。在1983年瓊召集了布莱恩，布莱恩又叫来了贝斯手艾力克·約翰·薩奇和熟练的鼓手蒂科·托雷斯。
主音吉他是瓊的邻居戴夫·萨博（又名小蛇），正是他在以后组建了史奇洛。而他的位置被瑞奇·山伯拉所取代。在加入乐队以前，瑞奇和喬·庫克在一起巡演，和一个叫仁慈的乐队一起演奏，还曾为接吻合唱團乐队试音。他後來还在訊息乐队的《教訓》（Lessons）专辑里参与演奏，島嶼唱片公司在1995年发行了这张CD。原本被贴上了齊柏林飛船的天鵝頌唱片公司标签，尽管这张专辑从来没发行。
蒂科·托雷斯也是一位有经验的音乐家，参与了《歌劇魅影》的演奏和录制，驚豔合唱團和查克·貝里。他出现在二十六张专辑里，最近的是在樂團芙蘭琪和可人兒，一支八Ｏ年代早期的犹太乐队单曲合集。
离开了他和瓊创立的乐队去学医。在大学里面他意识到自己全心追求的是音乐，然后他考上了纽约的音乐学校朱利亚德学院。当瓊召集他的朋友说他要组建一支乐队还可能要做一张专辑时，布莱恩追随了瓊，並放弃了他的学业。

### 樂團起步 (1984-1989)
於1985年，樂團發行了第二張專輯《華氏7800度》，其中有三張單曲，分別是〈Only Lonely〉、〈In and Out of Love〉與抒情歌〈Silent Night〉。《華氏7800度》在告示牌中拿到第三十七名的成績，並得到美國唱片業協會金唱片的認證。雖然這張專輯銷售的不如樂團想像的好，卻讓他們脫離了國內公路巡演的層級，在1984年5月到歐洲和日本進行巡迴演出。歐洲的演出結束後，他們回到美國和鼠王合唱團一起巡迴，為他們開場演出。途中他們擠出空檔去英格蘭多寧頓莊園舉辦的搖滾怪獸音樂節，以及德克薩斯州達拉斯舉辦的德州果醬音樂節。1986年樂團發行第三張專輯《難以捉摸》，登上Billboard 200榜首長達八週。《難以捉摸》與1988年的《新澤西》使樂團名氣大增，並展開盛大的世界巡迴。

### 風格轉變與分開
第五張專輯《Keep the Faith》發行於1992年，象徵樂團的曲風從強而有力的鼓聲與狂野的吉他獨奏轉變為瓊·邦·喬飛更成熟的聲線與更認真的歌詞。第六張專輯《These Days》在海外獲得巨大成功。《These Days》巡迴演唱結束後，樂團成員決定分開並各自休息一陣子。

### 回歸
2000年樂團帶著第七張專輯《Crush》回歸。專輯主打單曲It's My Life於奧地利、荷蘭、義大利等多個國家登上冠軍，《Crush》獲得第43屆葛萊美獎最佳搖滾專輯提名。

## 《当我们风华正茂》
2009年4月29日，於翠貝卡電影節放映的邦祖飛纪录片《当我们风华正茂》（When We Were Beautiful）。

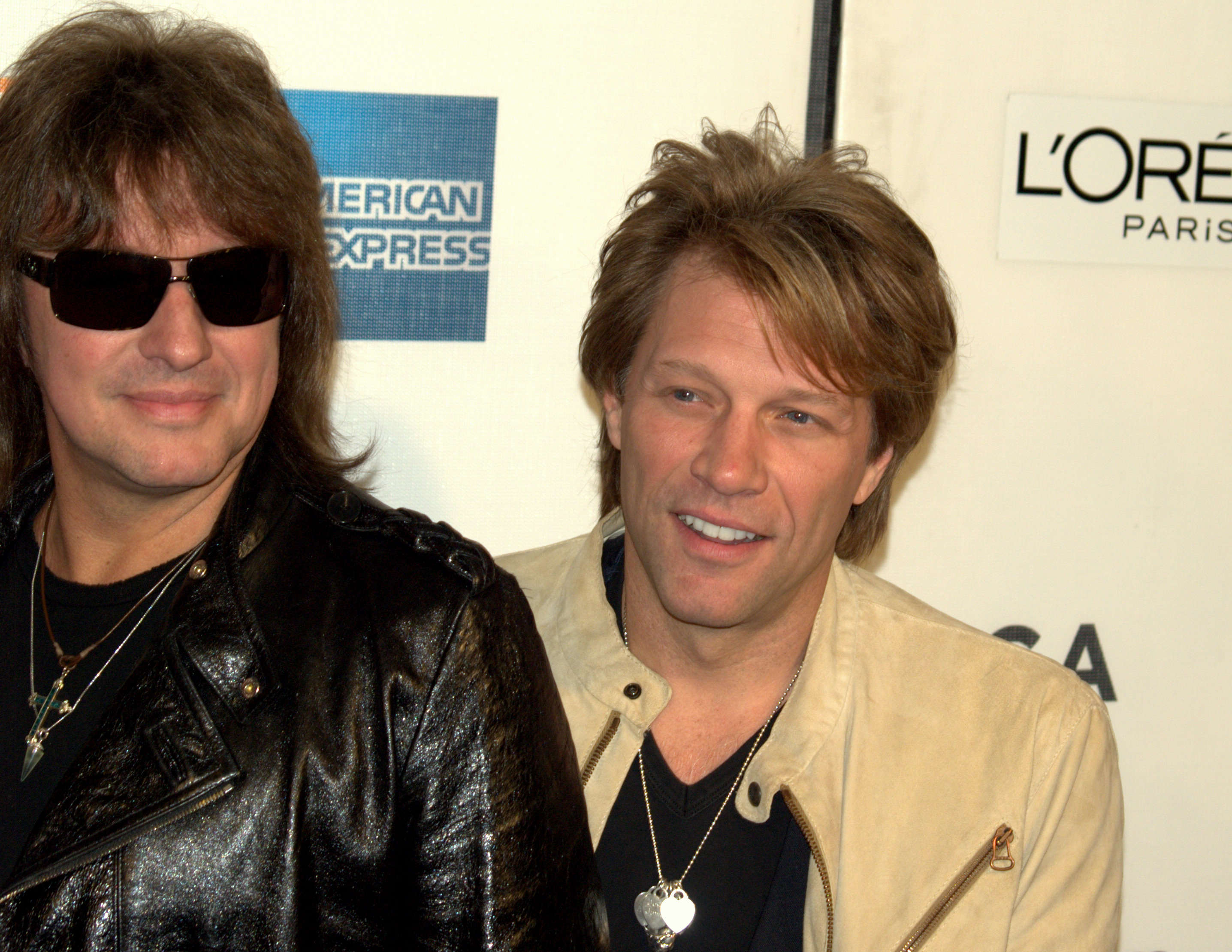
2009年翠貝卡電影節的瑞奇·山伯拉和瓊·邦喬飛

## 乐队成员

### 现任成员
- 瓊·邦·喬飛 - 主唱、節奏吉他手 (1983-至今）
- 大衛‧布萊恩（英语：David Bryan） - 鍵盤樂器、鋼琴、踏板鋼弦吉他（英语：Pedal steel guitar）、和聲（1983-至今）
- 蒂科·托雷斯 - 爵士鼓、打擊樂器（1983-至今）
- 休·麦克唐纳（英语：Hugh McDonald (American musician)） - 電貝斯、和聲（非正式1995-2016，2016-至今）
- 菲爾·X（英语：Phil X） - 主音吉他手、和聲、Talk Box（英语：Talk Box）（巡演2011-2013，非正式2013-2016，2016-至今）

### 巡演成员
- 洛伦扎·蓬斯（英语：Lorenza Ponce） - 小提琴、中提琴、和聲（2005-2009）
- 博比·班迪耶拉（英语：Bobby Bandiera） - 節奏吉他手、和聲（2005-2013）
- 马特·奥雷（英语：Matt O'Ree） - 節奏吉他手、和聲（2015）
- 約翰·尚克斯（英语：John Shanks） - 節奏吉他手、和聲（2016-至今）
- 埃弗里特·布拉德利（英语：Everett Bradley (musician)）- 打擊樂器、和聲（2016-至今）

### 前成员
- 戴夫·薩博（英语：Dave Sabo） - 主音吉他手、和聲（1983）
- 艾力克·約翰·薩奇 - 電貝斯、和聲（1983-1994）
- 瑞奇·山伯拉 - 主音吉他手、和聲 、Talk Box（英语：Talk Box）（1983-2013）

## 單曲
It's My Life (2003)
Who Says You Can't Go Home (2005)
Welcome To Wherever You Are (2005)
Have A Nice Day (2005)
(You Want To) Make A Memory (2007)
Whole Lot Of Leavin' (2008)
We Weren't Born To Follow (Int'l Maxi) (2009)
We Weren't Born To Follow (2009)
What Do You Got? (2010)
This Is Our House (2011)
Beautiful Day (From Finding Neverland The Album) (2015)
Unbroken (合作演出：The Invictus Games Choir) (2019)
Unbroken (2019)
Do What You Can (2020)
Do What You Can (Single Edit) (2020)
Story of Love (2020)
A Jon Bon Jovi Chistmas (2020)

## 專輯

### 錄音室專輯
- Bon Jovi (1984)
- 華氏7800°（英语：7800° Fahrenheit） (1985)
- Slippery When Wet (1986)
- New Jersey (1988)
- Keep The Faith（英语：Keep The Faith） (1992)
- These Days（英语：These Days (Bon Jovi album)） (1995)
- Crush (2000)
- Bounce（英语：Bounce (Bon Jovi album)） (2002)
- Have A Nice Day（英语：Have a Nice Day (Bon Jovi album)） (2005)
- Lost Highway（英语：Lost Highway (Bon Jovi album)） (2007)
- The Circle (2009)
- 現在呢（英语：What About Now (album)） (2013)
- Burning Bridges（英语：Burning Bridges (Bon Jovi album)） (2015)
- This House Is Not for Sale（英语：This House Is Not for Sale） (2016)
- 2020（英语：2020 (Bon Jovi album)） (2020)
- Forever（英语：Forever (Bon Jovi album)） (2024)

### 現場專輯
- One Wild Night Live 1985–2001（英语：One Wild Night Live 1985–2001） (2001)
- Inside Out（英语：Inside Out (Bon Jovi album)） (2012)
- This House Is Not for Sale – Live from the London Palladium（英语：This House Is Not for Sale – Live from the London Palladium） (2016)

### 合輯
- Hard & Hot（英语：Hard & Hot (Best of Bon Jovi)） (1991)
- Cross Road (1994)
- Tokyo Road: Best of Bon Jovi (2001)
- This Left Feels Right（英语：This Left Feels Right） (2003)
- Greatest Hits（英语：Greatest Hits (Bon Jovi album)） (2010)

### 套裝專輯
- 100,000,000 Bon Jovi Fans Can't Be Wrong（英语：100,000,000 Bon Jovi Fans Can't Be Wrong） (2004)

## 巡演
- 邦喬飛巡演（Bon Jovi Tour）(1984)
- 華氏7800度巡演（7800 Fahrenheit Tour）(1985)
- 難以捉摸巡演（Slippery When Wet Tour）(1986-1987)
- 紐澤西聯合巡演（New Jersey Syndicate Tour）(1988-1991)
- 保持信念巡演（Keep the Faith Tour）(1993)
- I'll Sleep When I'm Dead Tour (1993) (September 23, 1993 Taipei/Taiwan/Taiwan National Stadium)
- Crossroad Promo Tour (1994)
- 燦爛的日子巡演（These Days Tour）(1995-1996) (April 28, 1995 Taipei/Taiwan/Zhongshan Soccer Stadium)
- 迷戀巡演（Crush Tour）(2000)
- 狂野一夜巡演（One Wild Night Tour）(2001)
- 狠棒巡演（Bounce Tour）(2002-2003)
- 得意的一天巡演（Have a Nice Day Tour）(2005-2006)
- 飛行公路巡演（Lost Highway Tour）(2007-2008)
- 轉動世界巡演（The Circle Tour）(2010)
- Bon Jovi Live（英语：Bon Jovi Live） (2011)
- 我們能巡演（Because We Can: The Tour）(2013)
- Bon Jovi Live! (2015)

## 其他参考
- 琼·邦祖飛